# General Mamerto Natividad
General Mamerto Natividad (Bayan ng Heneral Mamerto Natividad) är en kommun i Filippinerna. Kommunen ligger på ön Luzon, och tillhör provinsen Nueva Ecija. Folkmängden uppgår till 29 195 invånare.

## Barangayer
General Mamerto Natividad är indelat i 20 barangayer.
| - Balangkare Norte - Balangkare Sur - Balaring - Belen - Bravo - Burol - Kabulihan - Mag-asawang Sampaloc - Manarog - Mataas na Kahoy | - Panacsac - Picaleon - Pinahan - Platero - Poblacion - Pula - Pulong Singkamas - Sapang Bato - Talabutab Norte - Talabutab Sur |